# Packhof (Braunschweig)

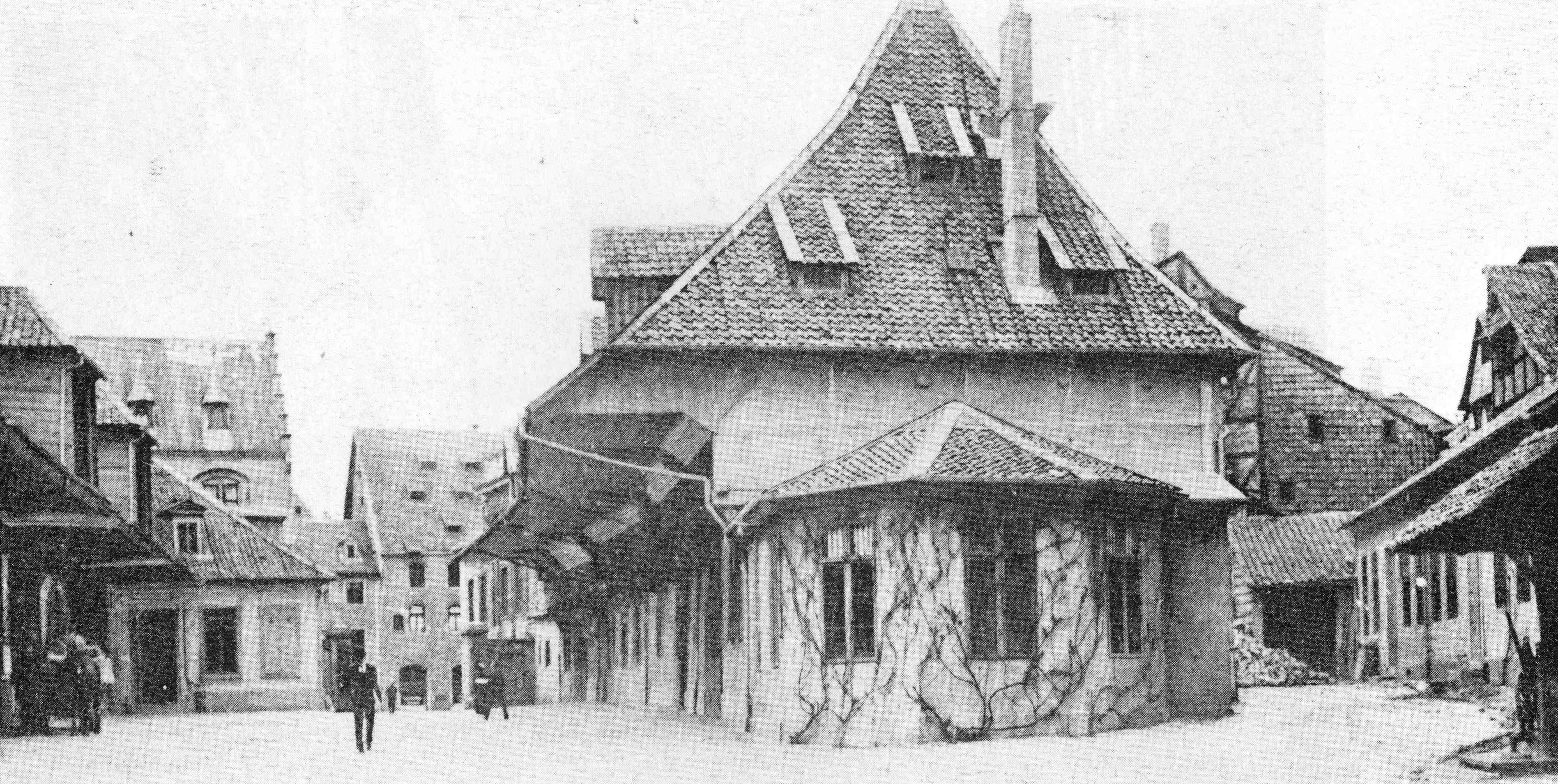
Der Packhof um 1900.

Der Packhof auf dem Plan der Stadt Braunschweig von Friedrich Wilhelm Culemann aus dem Jahre 1798.

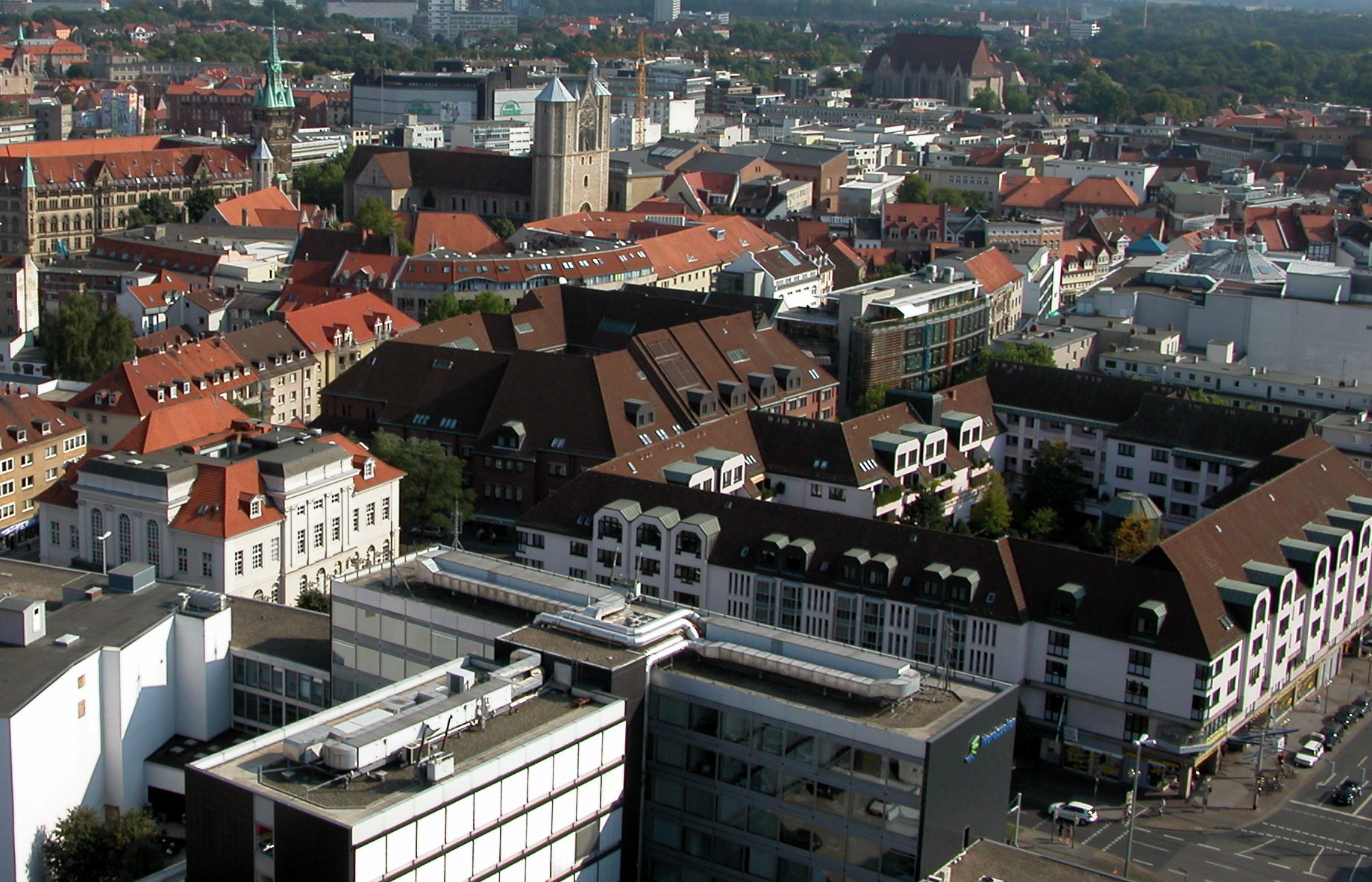
2005: Blick vom Südturm der Andreaskirche Richtung Südosten. Zu sehen sind im Vordergrund: Der Komplex „Welfenhof“ (Teil des ehemaligen Packhofs), links das Neustadtrathaus.

Der Packhof im Weichbild Neustadt von Braunschweig bezeichnete einen geräumigen Hof, der von mehreren Gebäuden aus Stein und z. T. in Fachwerkbauweise umgeben war. Der wohl vom Ende des 14. bzw. aus dem frühen 15. Jahrhundert stammende Komplex befand sich direkt südlich gegenüber dem Neustadtrathaus. Zwischen 1402 und 1671 diente das Gelände als Marstall des Rates der Stadt Braunschweig. Wie der größte Teil der Braunschweiger Innenstadt wurde auch der Packhof und seine Umgebung durch den Bombenangriff vom 15. Oktober 1944 und den dadurch verursachten mehrtägigen Feuersturm zerstört und nie wieder aufgebaut.

## Geschichte
Der Packhof grenzte an die Straßen Schild und Höhe. Ein weiterer, aber kleinerer Packhof, der Alte Packhof, befand sich in der Mönchstraße 15, nahe der Aegidienkirche. Von 1402 bis zum Verlust der Unabhängigkeit der Stadt Braunschweig im Jahre 1671 nutze der Rat der Stadt das weiträumige Gelände, um dort die Pferde für die Söldner der Weichbilde Altstadt, Hagen und Neustadt zu halten. Nach 1671 versammelte sich dort die neu eingesetzt Stadtkommission, die 1731 wieder aufgelöst wurde. Erst nach diesem Zeitpunkt wurde das Gelände ausschließlich als Packhof der Stadt genutzt, das heißt, sämtliche in der Stadt eintreffenden Handelsgüter mussten zuerst hier deklariert werden. Der Packhof war eine wichtige Anlaufstelle für Händler und Kaufleute, die ihre Waren in Braunschweig anbieten wollten. Warenströme in die Stadt oder durch die Stadt hindurch mussten zuerst hier deklariert und eingelagert werden. Anschließend wurden Zölle, auch die für die in der Stadt abgehaltenen Messen, und Akzisen erhoben. So betrugen z. B. die Einnahmen des Packhofes aus Zöllen und dergleichen für das Jahr 1806, 231.000 Gulden.
Das zentrale Gebäude des Packhofes wurde zwischen 1789 und 1791 von Christian Gottlob Langwagen als „Neue Niederlage“ errichtet. Zwei weitere Dienstgebäude (Assekuranznummern 2769 und 2770) lagen direkt an „Schild“ und „Höhe“ und bildeten zusammen mit einer Toreinfahrt und zwei Personenpforten Eingang und Abschluss des Packhofes. Nachdem das Herzogtum Braunschweig 1842 dem Deutschen Zollverein beigetreten war, verlor der Packhof allmählich seine Bedeutung für die Handelsströme innerhalb der Stadt.
Heute befindet sich auf dem Grundstück die 1982 eröffnete Einkaufspassage „Welfenhof“.

### Packhofstraße
Die „Packhofstraße“ gab es erst seit 1857, als ein Teil der Straße „Höhe“ diese Benennung erhielt. Im Stadtplan von 1671 wurde die Straße als „der Ziegenmarkt für dem [sic!] Sack“ bezeichnet. In einer Kopie desselben Planes aus dem Jahre 1700 sowie in einem anderen Plan von 1731 als „der Ziegenmarkt vor dem Sacke“. Diese Benennung wurde aber bald fallen gelassen, da bereits der heute als Wollmarkt bekannte Platz 1758 als „Ziegenmarkt“ bezeichnet wurde. Darüber hinaus gab es auch damals schon den Ziegenmarkt in der Nähe des Kohlmarktes. Der Name „Packhofstraße“ wurde 1981 wieder aufgehoben. Im Gegenzug wurde die Verbindung zwischen der Straße Sack durch den „Welfenhof“ hindurch zur Straße Meinhardshof mit „Packhofpassage“ bezeichnet.

### Neubauten nach dem Zweiten Weltkrieg
Nach den großflächigen Zerstörungen des Bombenkrieges begann der Aufbau des Bereiches Packhof und angrenzender Straßen erst Ende der 1970er Jahre. Bis dahin diente z. B. das Grundstück als Parkplatz. 1974 wurde das fast vollständig zerstörte Neustadtrathaus wieder aufgebaut. 1982 schließlich wurde der „Welfenhof“ auf dem Gelände eröffnet.
An den Packhof erinnern heute nur noch die in unmittelbarer Nähe zum ursprünglichen Ort befindliche „Packhof-Apotheke“, die „Packhof-Tiefgarage“, die „Packhofpassage“ und die Bushaltestelle „Packhof“.